# イバン・フラニッチ
イヴァン・フランキー・フラニッチ（Ivan Frankie Franjic, 1987年9月10日 - ）は、オーストラリア・ビクトリア州メルボルン出身のプロサッカー選手。Aリーグ・パース・グローリー所属。元オーストラリア代表。ポジションはディフェンダー。
Kリーグ時代の登録名はフラニッチ（ハングル: 프라니치）。

## 経歴
201２年にオーストラリア代表デビュー。2014 FIFAワールドカップにも出場した。AFCアジアカップ2015では全6試合に出場、優勝した。オーストラリア代表で通算20試合に出場した。

## 代表歴

### 出場大会
- オーストラリア代表
  - 2014年 - 2014 FIFAワールドカップ（グループリーグ敗退）
  - 2015年 - AFCアジアカップ2015（優勝）

### 試合数
- 国際Aマッチ 20試合 0得点（2012年-2015年）[2]

| オーストラリア代表 | 国際Aマッチ | 国際Aマッチ |
| 年                 | 出場        | 得点        |
| ------------------ | ----------- | ----------- |
| 2012               | 3           | 0           |
| 2013               | 3           | 0           |
| 2014               | 6           | 0           |
| 2015               | 8           | 0           |
| 通算               | 20          | 0           |

## タイトル

### クラブ
ブリスベン・ロアー
- Aリーグ・プレミアシップ : 2010-11, 2013-14
- Aリーグ・チャンピオンシップ : 2010-11, 2011-12, 2013-14
- 選手協会選出10年間最優秀チーム：2005-15

メルボルン・シティ
- FFAカップ：2016

### 代表
オーストラリア代表
- AFCアジアカップ：2015

### 個人
- Aリーグ・ベストイレブン : 2010-11, 2013-14
- ブリスベン・ロアー年間最優秀選手 : 2012-13